# أكل المخاط
أكل المخاط أو تناول المخاط هو فعلُ استخراج المُخاط الأنفي المجفف باستعمال إصبع الشخص (العبث بالأنف) ثُم ابتلاع المخاط من نقر الأنف (التهام المخاط).

## الصحة
يؤدي التهام المخاط (الاسم العلمي: Mucophagy) إلى بعض المخاطر الصحية بسبب التفاقم الجسدي المحتمل الناتج عن فعل نقر الأنف، إضافةً إلى الجراثيم على الأصابع والمخاط. قد يؤدي نقر الأنف والعبث به إلى حدوث تهيجٍ في مجرى الهواء العلوي، بالإضافة إلى إصاباتٍ أُخرى تتضمن ثقب الحاجز الأنفي [الإنجليزية] (حدوث ثقبٍ في الحاجز الغضروفي الذي يفصل بين فُتحتي الأنف)، كما قد يؤدي إلى الرعاف (نزيف في الأنف). أجرى أندراد وسريهاري دراسةً أظهرت بأنَّ 25% من الأشخاص حدث لهم نزيفٌ في الأنف، و17% أصيبوا بعدوًى أنفية، و2% حدث لديهم أضرارٌ أكثر خطورةً من النزيف. درس دبليو بوزينا التنوع الفطري في مخاط الأنف عام 2003، حيث جُمعت 104 عينةً مع 331 سلالة محددةً من الفطريات و9 أنواع مختلفة لكل مريض.

## الأسباب
خلصت جمعية الاضطراب الوسواسي القهري في جنوب أفريقيا بشكلٍ جماعيٍ إلى أنَّ نقر الأنف (والتهام المخاط) هي سلوكياتٌ عابرة. درس أندريد وسريهاري الأشخاص الذين كانوا أكثر عرضةً للمعاناة من «سلوكيات الوسواس القهري والمعتادة»، واكتشفوا أنَّ أولئك الذين يعانون من مشاكل قهرية أظهروا ارتباطًا بين نقر الأنف ودوافع إيذاء الذات. وقد اشتملت التشخيصات أيضًا على اضطراب الشخصية اللافاعلة العدوانية [الإنجليزية] والفصام.
يشار إلى التهاب المخاط أيضًا على أنه ظاهرةٌ مرتبطةٌ بالتوتر، حيث تعتمد على قدرة الأطفال على العمل في بيئتهم. قد تشير الدرجات المختلفة للتوافق الفعال في المجتمع إلى اضطراباتٍ نفسية أو تفاعلات إجهاد النماء. ومع ذلك، ينظرُ مُعظم الآباء إلى هذه العادات على أنها مشكلاتٌ مرضية. كان أندراد وسريهاري قد استشهدا بدراسةٍ أجرتها سيدني تاراتشو من جامعة ولاية نيويورك والتي وثقت أنَّ الأشخاص الذين تناولوا مخاطهم وجدوه «لذيذًا».
يناقش ستيفان غيتس في كتابه «غاستروناوت» (بالإنجليزية: Gastronaut)‏ قضية تناول مخاط الأنفي المُجفف، حيث يذكر أنَّ 44% من الأشخاص الذين قابلهم قالوا أنهم تناولوا مخاط أنفهم المجفف في مرحلة البلوغ وقالوا أنهم أحبوه. نظرًا لأن المخاط يقوم بتصفية الملوثات المحمولة في الهواء، فقد يُعتقد أن تناوله غير صحيٍ، ولكن غيتس يُعلق على ذلك: «لقد بُنيت أجسامنا لاستهلاك المخاط»، حيث أنَّ مخاط الأنف عادةً ما يُبتلع بعد تحريكه إلى الداخل بواسطة حركة الأهداب.